# Safia diodonta
Safia diodonta är en fjärilsart som beskrevs av George Francis Hampson 1913. Safia diodonta ingår i släktet Safia och familjen nattflyn. Inga underarter finns listade.